# (472263) 2014 RP12
(472263) 2014 RP12, também escrito com (472263) 2014 RP12, é um asteroide próximo da Terra que faz parte do grupo Apollo. Ele possui uma magnitude absoluta de 18,2 e tem um diâmetro de cerca de 1 quilômetro.

## Descoberta e nomeação
(472263) 2014 RP12 foi descoberto em 6 de setembro de 2014 pelo Observatório Sonear, localizado na cidade de Oliveira, Minas Gerais. Este asteroide descoberto por brasileiros deve receber a denominação Mula sem cabeça.

## Características orbitais
A órbita de (472263) 2014 RP12 tem uma excentricidade de 0,4864479100659628 e possui um semieixo maior de 1,036635827713042 UA. O seu periélio leva o mesmo a uma distância de 0,5323664958225329 UA em relação ao Sol e seu afélio a 1,54090515960355 UA.